# Grafenberg
Grafenberg è un comune tedesco di 2 650 abitanti, situato nel land del Baden-Württemberg.